# Strijd tegen terrorisme

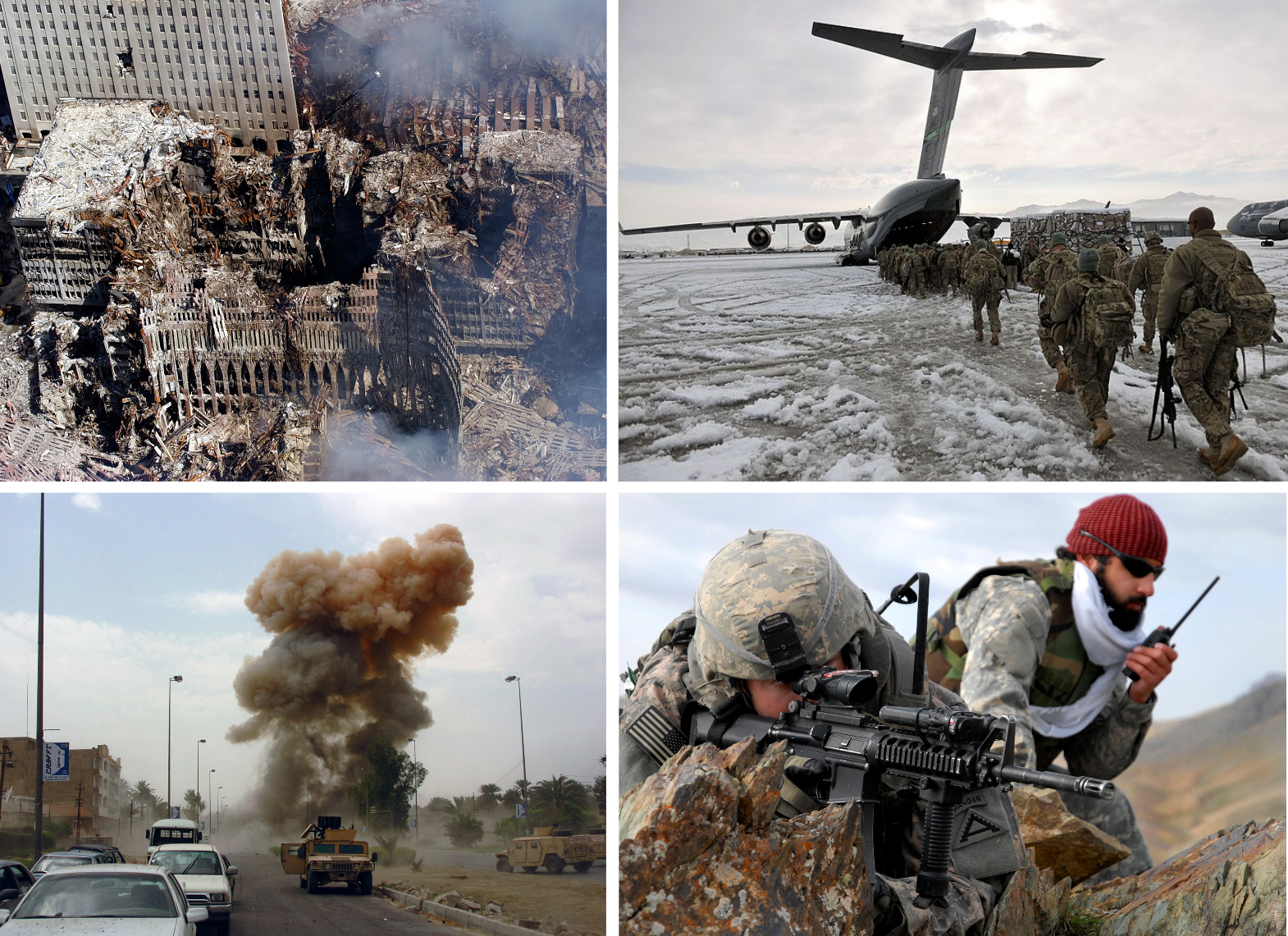
War on Terror

De War on Terror (vertaald: Oorlog tegen het terrorisme) of Global War on Terror (Wereldwijde strijd tegen het terrorisme) is een term die in 2001 na de aanslagen op 11 september 2001 (Nine-eleven, '9/11') werd geïntroduceerd door de toenmalige  Amerikaanse president George W. Bush, ter aanduiding van een wereldwijde strijd tegen terrorisme. De term werd gebruikt in de periode 2001-2009 tijdens de ambtsperiode van Bush. Zijn opvolger Barack Obama schafte hem officieel af.
De 'War on Terror' is gebaseerd op een doctrine dat er een wereldwijd netwerk van terroristen bestaat dat in oorlog is met de Verenigde Staten en de rest van de vrije wereld. Daarbij is de vijand terrorisme, niet een enkel regime, een enkele persoon, religie of ideologie. De 'War on Terror' was primair gericht op de verstoring en vernietiging van globale terroristische organisaties. Het internationale terrorisme werd voorgesteld als "de donkere kant van de globalisering, met centraal het netwerk van al Qaida, een terroristische organisatie gebaseerd op islamitisch fundamentalisme. De opzet was om een brede internationale coalitie daartegen te organiseren.
Op 20 september 2001 zei Bush dat iedere natie in de wereld een keuze moest maken tussen of de kant van Amerika kiezen, of die van de terroristen: "Every nation, in every region, now has a decision to make. Either you are with us, or you are with the terrorists." 
De Oorlog begon kort na '9/11' in Afghanistan met de jacht op Osama bin Laden, het brein achter de aanslagen. In 2003 startte de VS, samen met het Verenigd Koninkrijk, de invasie van Irak, die werd voorgesteld als een vervolg van de 'War on Terror'.
War on Terror wordt ook wel vertaald in oorlog tegen terrorisme. In strikt juridische zin vindt een oorlog tussen staten plaats en kan er dus geen sprake zijn van een oorlog tegen het terrorisme. In de Verenigde Staten wordt echter het woord "war" ook gebruikt in de zin van campagne, veldtocht. Verder is wel beargumenteerd dat de oorlog tegen terrorisme onderdeel uitmaakt van een wereldwijde burgeroorlog, gevoerd door regeringen tegen hun eigen burgers (door de inperking van burgerrechten, het gevangenzetten van verdachten zonder proces, etc.) en die van andere landen. De Vlaamse schrijver David Van Reybrouck noemde het concept van een "terroristisch leger" een contradictio in terminis, omdat terrorisme gebruik maakt van incidentele acties en toevallige doelen.
Joseph Stiglitz en Linda Bilmes schatten in 2009  de totale kosten voor de 'War on Terror' voor Amerika op minstens $ 3.000-5.000 miljard. Het Amerikaans Congres schatte in juli 2010, dat de VS al zo'n 1.150 miljard dollar (€ 900 miljard) had uitgegeven. Daarmee is het op de Tweede Wereldoorlog na de duurste oorlog uit de afgelopen twee eeuwen. WO II kostte omgerekend naar nu circa $ 4.100 miljard.
In 2009 veranderde president Obama de naam in "Overseas Contingency Operations" (Overzeese Interventie Operaties) en zinspeelde al op een einde van de 'War on Terror'. In mei 2013 verklaarde Obama de 'Global War on Terror' voor beëindigd en zei dat er geen oorlog meer zal worden gevoerd tegen een tactiek (terrorisme), maar tegen specifieke groepen of netwerken (zoals al Qaida) die de VS willen vernietigen. Onder de nieuwe naam ging Obama door met dezelfde oorlog, maar onder zijn regering werd vooral ingezet op het gebruik van killerdrones.  In 2012 was het Amerikaanse leger nog in minstens 100 landen actief voor training en advies tot sabotage, dan wel voor directe oorlogsvoering en in 2015 was de VS al actief in zo'n 135 landen.
De Nederlandse premier Mark Rutte zei in 2015, dat de Nederlandse bombardementen op ISIS-doelen in Irak deel waren van een oorlog met de terroristische organisatie IS (en niet met de islam of met een land), maar dat dit niet te vergelijken is met de 'War on Terror' van Bush. Deze uitspraak werd door Geert-Jan Knoops uitgelegd als een formele oorlogsverklaring met juridische gevolgen. David Van Reybrouck bekritiseerde zowel de uitspraak van Rutte, als een soortgelijke oorlogsverklaring van de Franse president François Hollande na enkele terroristisch aanslagen, die Van Reybrouck beide vergeleek met de oorlogsretoriek van Bush in september 2001.

## Aanleiding
De huidige "strijd tegen het terrorisme" is de grootscheepse campagne tegen het terrorisme, van de Verenigde Staten van Amerika en andere landen, als reactie op de aanslagen op 11 september 2001. Hierbij werden lijnvliegtuigen als wapen ingezet tegen gebouwen in New York en Washington, werden bijna 3000 mensen gedood en werd bovendien grote materiële en economische schade aangericht. De aanslagen werden gelinkt aan Osama bin Laden, de leider van Al Qaida. De aanslagen toonden aan dat ook een militaire grootmacht als de Verenigde Staten kwetsbaar was voor terroristische aanvallen.
De aanslagen vormden voor de Verenigde Staten de directe aanleiding om de "oorlog aan het terrorisme" te verklaren. President Bush stelde alle landen voor de keuze: Either you are with us, or you are with the terrorists (Je hoort bij ons, of bij de terroristen), waarmee hij dus zei neutraliteit niet te accepteren. Op voorstel van de VS nam de Veiligheidsraad van de Verenigde Naties een resolutie ter bestrijding van het internationale terrorisme aan. De NAVO verklaarde na de aanslagen op 11 september 2001 artikel 5 van toepassing, waardoor de aanslagen in de VS beschouwd werden als een oorlogsverklaring aan het gehele NAVO-bondgenootschap (Casus foederis).
Met het begrip "strijd tegen het terrorisme" werd weldra het geheel van maatregelen genoemd, die begrepen worden als terrorismebestrijding. Een aantal reeds bestaande conflicten, zoals de conflicten rond Irak, Tsjetsjenië en het Midden-Oosten werden nu bij de "strijd tegen het terrorisme" inbegrepen.

## Maatregelen
De regering Bush nam een aantal maatregelen, die rechtstreeks voortvloeiden uit de "strijd tegen het terrorisme":
- publicatie van een lijst met meest gezochte terroristen (oktober 2001);
- de invasie in Afghanistan (7 oktober 2001);
- Aanname van de Patriot Act (oktober 2001);
- oprichting in 2002 van een Ministerie voor Binnenlandse Veiligheid (Department of Homeland Security);
- opzegging op 13 juni 2002 van het ABM-verdrag met Rusland inzake de beperking van raketafweersystemen. De dreiging uitgaande van "schurkenstaten" werd als argument hiervoor aangevoerd;
- de bushdoctrine, die het recht op preventieve aanvallen tegen andere staten voor de VS reserveert indien zij een dreiging voor de eigen nationale veiligheid vermoeden (4 september 2002);
- het "Terrorist Information Awareness"-programma vanaf februari 2003;
- de Irakoorlog vanaf maart 2003.

## Verdere maatregelen
- In de Verenigde Staten werd het United States Department of Homeland Security (ministerie voor Binnenlandse Veiligheid) opgericht. Dit ministerie kreeg verregaande bevoegdheden en een zeer groot budget voor onderzoek. Ook werden diverse verdragen ingevoerd, waaronder het luchtvaartverdrag met de Europese Unie, op basis waarvan veel persoonsgegevens kunnen worden verstrekt aan de VS. Aan het internationale opsporingsbevel, zoals dit in de Europese Unie wordt ontwikkeld, ligt een verdragsrechtelijke tekst ten grondslag, waarin de Verenigde Staten eenzelfde status houden als een lidstaat van de Unie. Om deze reden zouden uitleveringen aan de VS gemakkelijker kunnen plaatsvinden. De invoering van het biometrisch paspoort werd uitgesteld. De Amerikaanse douane ging ook eenheden in Europese havensteden detacheren om daar controles uit te voeren van ladingen bestemd voor de Verenigde Staten.
- Het Terrorist Finance Tracking Program was een programma dat door het United States Department of the Treasury (ministerie van Financiën) en de CIA in opdracht van de Amerikaanse regering werd opgezet in het kader van de strijd tegen het terrorisme. Tussen 2001 en 2006 controleerde het alle transacties die werden uitgevoerd via SWIFT, voluit Society for Worldwide Interbank Financial Telecommunication, dit is een internationale organisatie voor het verzenden van financiële berichten.

## Oorlog in Afghanistan
Het eerste doelwit was Afghanistan en de zich daarin ophoudende terroristische organisatie Al Qaida. De VS stelden onvoorwaardelijke eisen aan de Taliban, waaronder de uitlevering van Osama bin Laden. Afghaanse tegenvoorstellen om Osama bin Laden door een islamitische rechtbank te berechten of uit te leveren aan een neutraal land werden door de Verenigde Staten verworpen.
Westerse en niet-westerse landen steunden de VS, toen deze een oorlog begonnen. In deze oorlog werden de troepen van de VS en het Verenigd Koninkrijk gesteund door Afghaanse anti-Talibangroeperingen. Er werden tientallen strijders van Al Qaida opgepakt en overgebracht naar het Amerikaanse detentiecentrum Guantánamo Bay op Cuba, waar de Amerikaanse wet niet van toepassing was. Osama bin Laden werd niet gevonden. Hij werd op 21 mei 2011 in Pakistan omgebracht door Navy SEALs.

## Invasie van Irak
Tijdens de oorlog in Afghanistan, als onderdeel van de strijd tegen het terrorisme, volgde een invasie van Irak. Hierbij brak de wereldwijde coalitie, zoals deze na de aanslagen van 11 september tot stand was gekomen en de aanval op Afghanistan meedroeg, uiteen. Onder leiding van de Amerikanen en Britten, werd samen met 47 andere bondgenoten in de zogenaamde Coalition of the Willing de oorlog met meerdere argumenten verdedigd:
- Saddam Hoessein zou in het bezit zijn van massavernietigingswapens;
- deze massavernietigingswapens zouden een acute bedreiging van de veiligheid voor westerse landen vormen;
- Het Iraakse regime zou banden onderhouden met terreurbewegingen, met name met Al Qaida;
- Saddam Hoessein zette onder meer gifgas in tegen de eigen bevolking.

De directe aanleiding voor de oorlog was het niet nakomen van de VN resoluties, waaronder resolutie 1441, die unaniem door de Veiligheidsraad van de VN werd aangenomen. Of deze resolutie voldoende rechtsbasis bood voor de oorlog is omstreden. Volgens de voorzitter van de VN, Kofi Annan, was dit niet het geval.
Na de oorlog, tot in augustus 2004, werd de juistheid van de standpunten van UNSCOM en Hans Blix bevestigd. Er is tot op heden geen bewijs gevonden dat Irak ten tijde van de invasie nog in bezit was van massavernietigingswapens. Wel werden (reeds eerder door UNSCOM gerapporteerde) sporen van de programma's voor de fabricage van massavernietigingswapens gevonden. Ook werden enkele, kleine chemische wapens gevonden (met sarin en mosterdgas), die waarschijnlijk gemaakt waren vóór de Golfoorlog van 1990-1991 en wapens die afweken van hetgeen toegestaan was voor Irak onder de VN-resoluties (al voor de invasie). De door Irak verleende medewerking aan UNSCOM werd herhaald bekritiseerd als gebrekkig, zonder dat dit volgens UNSCOM het werk van de organisatie buitengewoon hinderlijk maakte.
Inmiddels is gebleken, met name uit onderzoek van UNSCOM en de Amerikaanse commissie "National Commission on Terrorist Attacks Upon the United States" dat de argumenten voor de Golfoorlog (citaat:) "geen steekhoudend bewijs bevatten voor samenwerking van Saddam Hoessein met Al Qaida" noch voor het in bezit hebben van massavernietigingswapens.
Onbestreden is echter, dat het Iraakse regime wreed en onderdrukkend was. Inmiddels zijn vele massagraven van zijn slachtoffers blootgelegd, waaronder ook slachtoffers van de inzet van gifgas. De Verenigde Naties hadden reeds in 1986 Irak aan de kaak gesteld wegens de inzet van gifgas (waarbij de VS tégen het aannemen van het toenmalige rapport stemden). De vondst van de massagraven met slachtoffers van gifgas bevestigden het toenmalig rapport van de VN. Het standpunt van het regime van Saddam Hoessein was dat de vergassing van opstandige Koerden in Halabja (het bekendste voorval van de inzet van gifgas) door Iran geschiedde, hetgeen destijds ook door de VS werd onderschreven.
De Amerikanen namen Saddam Hoessein gevangen, droegen hem over aan de Iraakse autoriteiten, die hem ter dood veroordeelden en op 30 december 2006 ophingen.

## Irak versus Afghanistan 2005
Op de door de Coalition of the Willing gestarte oorlog en bezetting van Irak verzinkt een deel van het land in een toenemende chaos. De National Intelligence Council, verbonden aan de CIA, oordeelt dat Irak Afghanistan als opleidingskamp voor terroristen inmiddels heeft vervangen (bericht van 14 januari 2005). Dit wordt gezien als een poging om in Irak een fundamentalistische regering op te zetten en van daaruit de strijd voort te zetten.
Gedurende 2004 en 2005 zijn er in zowel Afghanistan als Irak verkiezingen gehouden over diverse kwesties. Zo is er in beide landen een parlement en president verkozen en hebben de Irakezen een nieuwe, meer democratische, grondwet goedgekeurd.

## Europese steun
Europa verleende unaniem steun aan de "Oorlog tegen het terrorisme"; er ontstond na de aanslagen van 11 september 2001 een wereldwijde coalitie tegen terrorisme. De NAVO-lidstaten verklaarden uit solidariteit met de VS unaniem artikel 5 van toepassing. Deze coalitie viel pas uiteen, nadat de Verenigde Staten de oorlog tegen Irak op de agenda hadden gezet. De Europese Unie was verdeeld over steun aan de Golfoorlog. De publieke opinie was in nagenoeg alle Europese landen tegen deze oorlog in Irak. Regeringen van het Verenigd Koninkrijk, Italië, Spanje, Polen, en Denemarken waren uitgesproken voorstander, terwijl regeringen van landen als Duitsland, Frankrijk, België en Griekenland uitgesproken tegenstander waren. Hierdoor heeft de Europese Unie over dit conflict geen gemeenschappelijke mening kunnen vormen. Spanje sloot zich in 2004 aan bij de critici van de oorlog; de nieuwe regering besloot haar verkiezingsbelofte in te lossen en zich terug te trekken uit Irak. Net voor de verkiezingen werden terroristische aanslagen gepleegd op vier forensentreinen in Madrid.
Tijdens de oorlog ontstond een vorm van verzet door buitenlandse Arabieren in Irak en door Iraaks verzet.

## Andere terminologie
Vanaf het voorjaar van 2009 leken de Amerikaanse president Obama en de minister van Buitenlandse Zaken Hillary Clinton afstand te willen nemen van de onder Bush gevleugeld geworden term "war on terror". In maart 2009 stelden zij zich op het standpunt dat de term niet langer diende te worden gebruikt door de Amerikaanse regering. Andere omschrijvingen voor de bestrijding van het terrorisme zouden wenselijk zijn. Bush zou alleen naar oorlog hebben verwezen om burgerrechten te kunnen schenden. Volgens Clinton, die eind maart 2009 Nederland bezocht voor deelname aan de Internationale conferentie over Afghanistan, zou het schrappen van de term niet afgesproken zijn, maar werd die in de praktijk gewoon niet meer gebruikt.

## Verwante onderwerpen
- As van het kwaad
- Schurkenstaat
- CIA-gevangenissysteem
- Terrorisme in Nederland
- Lijst van terroristische aanslagen
- Amerikanisme
- Antiamerikanisme